# Flughafen Durango (Colorado)

i7
i11
i13
Der Durango–La Plata County Airport (IATA-Code: DRO, ICAO-Code: KDRO) ist ein öffentlicher Flughafen auf 2038 m Seehöhe, 6 km nördlich von Durango, La Plata County, Colorado in den Vereinigten Staaten. Die Fläche des Flughafens beträgt 270 ha. Er hat eine Asphaltpiste mit 2804 m Länge und 46 m Breite.

## Geschichte

### Monarch Air Lines und Frontier Airlines
Der erste Linienflugdienst zum Flughafen La Plata County begann am 27. November 1946, als Monarch Air Lines Flüge nach Denver mit Zwischenstopps in Monte Vista, Canon City, Flughafen Pueblo und Colorado Springs einführte. Douglas DC-3-Flugzeuge wurden verwendet. Ab 1. April 1947 wurden neue Strecken nach Albuquerque und Salt Lake City angeboten, die jeweils mehrere Zwischenstopps auf dem Weg einlegten. Durango wäre der Verbindungsknotenpunkt für die drei Strecken. Am 1. Juni 1950 wurde Monarch in Frontier Airlines (1950) fusioniert und eine neue Route nach Phoenix mit fünf Zwischenstopps hinzugefügt. Die Flüge nach Albuquerque und Salt Lake City waren Anfang der 1950er Jahre eingestellt worden, als sie über Farmington, New Mexico, umgeleitet wurden, das dann zum Verbindungsknotenpunkt von Frontier für die vier Eckstaaten wurde. 1959 erwarb Frontier Convair 340-Flugzeuge für 44 Passagiere und neue Nonstop-Flüge wurden von Durango nach Denver sowie neue Flüge nach Phoenix und Tucson hinzugefügt, die nur in Farmington stoppten. Bis 1966 wurden die Convair 340 auf Convair 580-Flugzeuge aufgerüstet und alle ursprünglichen Douglas DC-3-Flugzeuge wurden ausgemustert.
Direktflüge nach Albuquerque wurden 1969 wieder aufgenommen. Im Sommer 1977 wurde der Flughafen La Plata County geschlossen, damit die Hauptpiste verlängert werden konnte, um den Jet-Verkehr zu bewältigen. Frontier Airlines führte dann im November 1977 die ersten Jets zum Flughafen ein, wobei Boeing 737-Flüge nach Denver einen Zwischenstopp in Flughafen Pueblo, Colorado, einlegten. Auch Wochenendflüge nach Dallas/Fort Worth, Houston, Atlanta und Los Angeles für die Winterskisaison 1982–83, 1983–84 und 1984–85 wurden hinzugefügt. Die 737-Flüge nach Denver endeten am 1. Oktober 1984 und wurden durch Convair 580 ersetzt, die von Frontier Commuter betrieben wurden. Frontier Commuter beendete den gesamten Dienst im Januar 1985 und nachdem die Skisaisonflüge von Frontier am 1. April 1985 endeten, wurde die gesamte Frontier-Vertretung in Durango eingestellt.
Die neue Frontier Airlines bediente Denver zunächst über ihre Tochtergesellschaft Lynx Aviation mit de Havilland Canada DHC-8 Dash-8-Q400 von 2008 bis 2011. Von 2013 bis Oktober 2014 flog Frontier Airlines hauptsächlich mit Airbus A319.
Im Juni 2021 kehrte Frontier mit Nonstop-Diensten nach Denver und Las Vegas nach Durango zurück. Im Juni 2021 kehrte Frontier mit Nonstop-Diensten nach Denver und Las Vegas nach Durango zurück.

### Andere Fluggesellschaften
| Fluggesellschaft                                  | von  | bis     | Flugzeugtyp | Flugziele                                                                          | Quelle/Bemerkungen              |
| ------------------------------------------------- | ---- | ------- | --- | ---------------------------------------------------------------------------------- | ------------------------------- |
| Aspen Airways                                     | 1978 | 1990    | Convair 580, British Aerospace BAe 146-100-Jets (ab 1985) | Denver, Albuquerque (nur 1979 und 1989/90)                                         | [ 6 ]                           |
| Rocky Mountain Airways                            | 1979 | 1979    | de Havilland Canada DHC-7 Dash 7 | Denver                                                                             | [ 7 ]                           |
| Rocky Mountain Airways                            | 1987 | 1991    | de Havilland Canada DHC-7 Dash 7, ATR 42, Beechcraft 1900C | Denver                                                                             | [ 8 ]                           |
| Zia Airlines                                      | 1979 | 1980    | Handley Page Jetstream | Albuquerque                                                                        | [ 9 ]                           |
| Desert Pacific Airlines                           | 1980 | 1981    | Piper Navajos | Los Angeles                                                                        | [ 10 ]                          |
| Sun West Airlines                                 | 1980 | 1984    | Piper Navajo, Beechcraft C99 | Albuquerque, Phoenix                                                               | [ 11 ]                          |
| Pioneer Airlines                                  | 1982 | 1983    | Fairchild Swearingen Metroliner | Albuquerque, Denver                                                                | [ 12 ] [ 13 ]                   |
| Trans-Colorado Airlines                           | 1983 | 1988    | Albuquerque, Colorado Springs | Convair 580 (Albuquerque), Fairchild Swearingen Metroliner (Colorado Springs)      | [ 14 ] [ 15 ]                   |
| Mesa Airlines (als United Express)                | 1983 | 1998    | Beechcraft C99, Beechcraft 1900D (Albuquerque, ab 1998), Beechcraft 1300 (1998 nach Denver) EMB 120 Brasilia (Denver), de Havilland Canada DHC-8 Dash 8 (Denver) | Albuquerque (1983–2005), Denver (1988), Phoenix (1987–1992)                        | [ 16 ] [ 17 ]                   |
| Mesa Airlines (als United Express)                | 2003 | heute   | de Havilland Canada DHC-8, Embraer E 175 | Denver                                                                             | [ 19 ]                          |
| America West Express (ab 2015 als American Eagle) | 1984 | 1992    | Beechcraft 1900, Embraer EMB 120 Brasilia, de Havilland Canada DHC-8, Canadair CRJ-200 (1999), Canadair CRJ-900-Flugzeugen (2015)                                | Phoenix                                                                            | fusionierte 2007 mit US Airways |
| Britt Airways (als Continental Express)           | 1991 | 1994    | Beechcraft 1900, ATR 42 | Denver                                                                             | [ 22 ]                          |
| GP Express Airlines (als Continental Express)     | 1994 | 1995    | Beechcraft 1900 | Denver                                                                             | [ 23 ]                          |
| Reno Air                                          | 1996 | 1997    | McDonnell Douglas MD-80, Fokker F28 Fellowship (siehe ab 1996)                                                                                                   | Albuquerque – Los Angeles; ab 1996: Grand Junction, Las Vegas, Los Angeles, Fresno |                                 |
| Mountain Air Express                              | 1996 | 1996    | Dornier 328 | Colorado Springs                                                                   |                                 |
| Air Wisconsin                                     | 1998 | 2003    | Dornier 328, British Aerospace BAe-146 | Denver                                                                             | [ 24 ] [ 25 ] [ 26 ]            |
| Great Lakes Airlines                              | 1998 | 2001    | Dornier 328 | Denver                                                                             | [ 24 ] [ 26 ]                   |
| Rio Grande Air                                    | 2000 | 2002    | Cessna 208 Caravan | Albuquerque                                                                        | [ 27 ]                          |
| ExpressJet (als Continental Express)              | 2001 | 2003    | Embraer-145 | Houston                                                                            | [ 28 ]                          |
| ExpressJet (als Continental Express)              | 2010 | 2015    | Embraer-145 | Denver                                                                             |                                 |
| Republic Airways                                  | 2012 | 2013(?) | de Havilland Canada DHC-8 Dash-8-Q400, später: Embraer 170, Embraer 175                                                                                          | Denver                                                                             | [ 29 ]                          |
| GoJet Airlines                                    | 2014 | 2020    | CRJ-700 | Denver                                                                             | [ 30 ]                          |
| Trans States Airlines                             | 2015 | 2020    | Embraer-145 | Denver                                                                             |                                 |
| SkyWest Airlines                                  | 2006 | 2008    | Canadair CRJ-200 | Salt Lake City                                                                     | [ 31 ]                          |

## Flugbetrieb
Im Jahre 2021 wurden 200.245 Passagiere befördert. Im Jahre 2022 haben 21.948 Flugbewegungen stattgefunden, davon 2.846 lokale Bewegungen, 9.214 Zwischenlandungen, 1.822 Air-Taxi-Flüge, 7.950 Frachtflüge und 116 militärische Flüge. 51 einmotorige und 10 zweimotorige Flugzeuge, 2 Jetflugzeuge und 2 Helikopter waren 2022 hier stationiert.
Die wichtigsten Fluggesellschaften für den Flughafen sind heute United Airlines und American Airlines.

## Zwischenfälle
- Am 2. Februar 1988 driftete eine Convair CV-580 der US-amerikanischen Aspen Airways (Luftfahrzeugkennzeichen N5808) bei der nächtlichen Landung auf dem Flughafen Durango auf der mit Schnee und Schneematsch bedeckten Landebahn nach links und kollidierte mit einem Schneewall. Als auslösende Unfallursachen wurde der ungepflegte Zustand der Landebahn benannt, deren Mittellinienbeleuchtung außer Betrieb war und die Markierungen der Mittellinie mit Schnee bedeckt war. Das Flugzeug wurde irreparabel beschädigt. Alle 41 Insassen, drei Besatzungsmitglieder und 38 Passagiere, überlebten den Unfall.[34]